# Liste der Mitglieder der National Academy of Sciences/1984
Im Jahr 1984 wählte die National Academy of Sciences der Vereinigten Staaten 74 Personen zu ihren Mitgliedern.

## Neugewählte Mitglieder
- Werner Arber (* 1929)
- Giuseppe Attardi (1923–2008)
- David Bates (1916–1994)
- Jonathan Beckwith (* 1935)
- Howard C. Berg (1934–2021)
- Robert G. Bergman (* 1942)
- Ira B. Bernstein (1924–2024)
- William Brass (1921–1999)
- John M. Bremner (1922–2007)
- William F. Brinkman (* 1938)
- Marshall H. Cohen (* 1926)
- Stirling A. Colgate (1925–2013)
- Harald Cramer (1893–1985)
- Joseph M. Daly (1922–1993)
- Roger Dashen (1938–1995)
- Peter A. Diamond (* 1940)
- Russell F. Doolittle (1931–2019)
- David A. Evans (1941–2022)
- Stanley Falkow (1934–2018)
- Marilyn Gist Farquhar (1928–2019)
- Gerald D. Fischbach (* 1938)
- Michael H. Freedman (* 1951)
- Gerhard Giebisch (1927–2020)
- James Glimm (* 1934)
- William A. Goddard, III (* 1937)
- Roger C. Green (1932–2009)
- John L. Hall (* 1934)
- Jack Halpern (1925–2018)
- John L. Harper (1925–2009)
- Robert M. Hauser (* 1942)
- Elizabeth D. Hay (1927–2007)
- Mahlon Hoagland (1921–2009)
- Tomas Hökfelt (* 1940)
- Nick Holonyak, Jr. (1928–2022)
- Gerardus ’t Hooft (* 1946)
- James A. Ibers (1930–2021)
- Mary Ellen Jones (1922–1996)
- Aaron Klug (1926–2018)
- Edward A. Kravitz (* 1932)
- Elliott H. Lieb (* 1932)
- David J. L. Luck (1929–1998)
- Georg Melchers (1906–1997)
- Mortimer Mishkin (1926–2021)
- William W. Mullins (1927–2001)
- Jacob Nachmias (1928–2019)
- Alfred Nisonoff (1923–2001)
- Jack E. Oliver (1923–2011)
- Bohdan Paczynski (1940–2007)
- George W. Parshall (1929–2019)
- Stanley J. Peloquin (1921–2008)
- Leopold J. Pospisil (1923–2021)
- Michael O. Rabin (* 1931)
- Murray Rosenblatt (1926–2019)
- Michael G. Rossmann (1930–2019)
- Janet D. Rowley (1925–2013)
- William J. Rutter (1928–2025)
- Bengt Samuelsson (1934–2024)
- Gordon H. Sato (1927–2017)
- Thomas C. Schelling (1921–2016)
- Thomas W. Schoener (* 1943)
- Edward M. Scolnick
- Charles V. Shank (* 1943)
- James M. Sprague (1916–2002)
- Frank H. Stillinger (* 1934)
- Edward C. Stone (1936–2024)
- Lubert Stryer (1938–2024)
- N. Edward Tolbert (1919–1998)
- Karl K. Turekian (1927–2013)
- Jonathan W. Uhr (1927–2024)
- James W. Valentine (1926–2023)
- Harold E. Varmus (* 1939)
- Joseph E. Varner (1921–1995)
- Ray J. Weymann
- Nai Xia (1910–1985)